# Antiochos (stratège)
Pour les articles homonymes, voir Antiochos.
Antiochos est un personnage historique byzantin du VIIIe siècle. 

## Histoire
Antiochos est d'abord connu en tant que protospathaire et stratège du thème de Sicile. Il devient ensuite logothète du drome et devient patrice en mars 763. Ce cumul des postes de stratège et de logothète est inédit et se justifie sûrement par l'importance stratégique de la Sicile qui nécessite la présence d'un haut dignitaire issu du service des relations extérieures de l'empire. À cette date, l'Empire byzantin fait face à l'influence croissante des Francs en Italie et noue de plus en plus de relations avec cette nouvelle puissance. De plus, la chute de l'exarchat de Ravenne entraîne un transfert de fait des prérogatives de l'exarque au stratège de Sicile. Ce transfert est illustré par le titre de monostratège accordé au stratège de Sicile qui bénéficie d'une primauté par rapport aux stratèges de l'Italie continentale. Selon Théophane, Antiochos n'est que stratège en 766 bien que Nicéphore assure qu'il soit encore logothète du drome.
Sur le plan diplomatique, Antiochos est très impliqué. À la fin des années 750, les Byzantins s'allient au roi lombard Didier qui cherche à soumettre les duchès de Bénévent et de Spolète. La papauté craint que cette alliance ne soit un moyen pour les Byzantins de remettre la main sur Ravenne et cherche la protection franque. 
Au début des années 760, le pape craint un débarquement byzantin près de Ravenne. 
En 763, Antiochos repousse avec succès une tentative d'invasion musulmane. Ces succès extérieurs justifient son élévation au patriciat. 
En 766, Antiochos est touché par la répression de fonctionnaires byzantins mise en œuvre par Constantin V probablement pour lutter contre les iconodoules et prévenir une rébellion. Cette accusation d'iconodoulisme semble peu vraisemblable puisque l'iconoclasme règne sur Constantinople depuis près de 40 ans. La répression comporte plutôt des aspects politiques que religieux. Si Antiochos pensait se rebeller, ce n'est probablement pas pour des raisons religieuses mais plutôt du fait de ses récents échecs qui pouvaient lui coûter sa place. Parmi ces échecs figurent l'alliance entre la papauté et Pépin Ier en 766 et l'échec des négociations avec les Francs. En outre, la ville de Naples tombe aux mains des factions pro-romaines tandis que la papauté réussit à signer un traité avec Didier. Confronté à autant d'échecs, Antiochos risquait de payer sa place ce qui explique sa collusion avec d'autres opposants à Constantin V.